# 西安將軍
西安將軍，清朝八旗14個駐防將軍之一，全稱鎮守西安等處地方將軍，為清朝的正一品武官（後改為從一品），下轄八旗兵約6500人，是駐紮在陝西省所有八旗兵丁及工匠的最高軍政長官。按清制須由旗人出任該職位，官署設立在陝西首府西安府，被稱為“西安將軍衙門”。西安將軍的職責在於習武備戰，以應對清初以來對於西北用兵的需求，以及管理滿城以內所有駐防旗人和眷屬的一切日常生活。
順治三年（1646年）首次設立其前身「西安昂邦章京」，原為正一品武職，後在乾隆三十三年（1768年）改為從一品武職。駐防八旗由清朝皇帝直屬，平時由位于順天府的八旗都統衙門管理，兵部和當地督撫官員都無權管轄指揮。而最後一任西安將軍文瑞在宣統三年十月二十三日（1911年12月13日）與陝西同盟會作戰中戰敗，滿城被破後，投井自盡，這也正式宣告這個設立時間達265年的武將職位的終結。

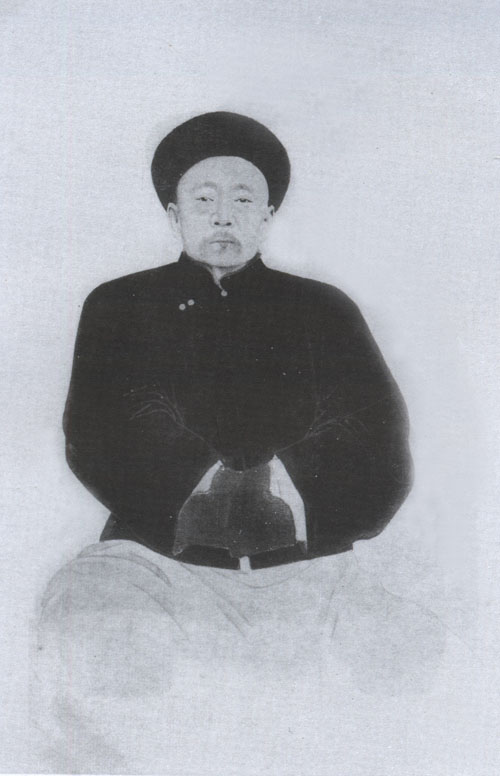
清朝末代西安將軍文瑞

## 簡介
《清史稿·職官》中，駐防將軍之職責為：「鎮守險要，綏和軍民，均齊政刑，修舉武備。」
清朝以軍事定鼎天下，故歷代清朝皇帝都很重視「以武功定天下」的理念。故對於駐紮在各地軍事重鎮的八旗兵們是極度重視，對於這些駐防八旗的各項軍事訓練和軍械物資等方面都是有嚴格的要求。而西安將軍身處陝西省，是清代前中期頻繁對於西北用兵的前沿軍事重鎮，更尤甚之。如康熙朝時，就有對西安將軍希福的諭旨，說到：「陝西地方，甚為緊要。因爾效力行間，練習軍務，特簡此任。爾到西安，須嚴束兵丁，加意操演，不得騷擾百姓。」
因此官秩高達從一品的西安將軍最為重要的便是習武備戰，維持高強度的軍事操練以維持當地八旗兵的戰鬥力。如康熙年間，康熙帝西巡西安，因「窺見官兵整齊，隊伍森嚴，甲胄鮮明」，故賞賜駐防將軍訓練有功，記載道：「上以將軍博霽訓練官兵有方，即解櫜鞬，並弓矢賜之。」

## 兵制
根據《欽定八旗通志·卷三十五·兵制志四》：
- 從一品－西安將軍一人〈駐劄西安府〉
- 正二品－西安左右翼副都統二人
- 從三品－西安駐防協領八人
- 正四品－西安駐防佐領三十二人
- 正五品－西安駐防防禦四十人
- 正六品－西安駐防驍騎校四十人
- 八旗滿洲蒙古委前鋒校十六人
- 前鋒三百八十四名
- 領催二百四十名
- 驍騎四千三百六十名
- 礮手一百名
- 步兵五百名
- 養育兵七百四十名
- 弓箭鐵匠各四十名

## 歷任西安將軍
| 任職者               | 任期              | 旗籍       | 接任前官職                          | 卸任後官職                                                  | 備註                                                                              |
| -------------------- | ----------------- | ---------- | ----------------------------------- | ----------------------------------------------------------- | --------------------------------------------------------------------------------- |
| 傅喀蟾               | 康熙1年-康熙2年   |            |                                     |                                                             |                                                                                   |
| 噶褚哈               | 康熙2年-康熙6年   |            |                                     | 兵部尚書                                                    | 兼任正紅旗蒙古都統                                                                |
| 瓦爾喀               | 康熙7年-康熙13年  | 滿洲鑲紅旗 | 西安副都統                          | 過世                                                        | 過世後諡「襄敏」                                                                  |
| 佛尼勒               | 康熙14年-康熙16年 | 滿洲鑲紅旗 | 西安副都統                          | 署理西安將軍                                                | 兼任振武將軍                                                                      |
| 孫代                 | 康熙?年-康熙?年   |            |                                     |                                                             | 署理                                                                              |
| 佛尼勒               | 康熙16年-康熙19年 | 滿洲鑲紅旗 | 西安將軍                            | 建威將軍                                                    | 署理                                                                              |
| 希福                 | 康熙21年-康熙27年 | 滿洲正紅旗 | 正紅旗滿洲都統                      | 正紅旗蒙古都統                                              |                                                                                   |
| 尼雅翰               | 康熙27年-康熙30年 |            |                                     |                                                             |                                                                                   |
| 馬喇                 | 康熙30年-康熙31年 | 滿洲鑲白旗 | 護軍統領                            | 過世（61歲）                                                | 過世後諡「敏恪」                                                                  |
| 博霽                 | 康熙31年-康熙47年 | 滿洲鑲白旗 | 江寧將軍                            | 過世                                                        | 康熙43年-47年兼任川陝總督                                                         |
| 席柱                 | 康熙47年-康熙55年 |            |                                     |                                                             |                                                                                   |
| 額倫特               | 康熙55年-康熙58年 | 滿洲鑲紅旗 | 湖廣總督                            | 過世                                                        | 署理，過世後諡「忠勇」                                                            |
| 宗查布               | 康熙58年-康熙59年 |            |                                     |                                                             |                                                                                   |
| 伊禮布               | 康熙60年-康熙61年 | 滿洲?旗    | 正紅旗蒙古副都統                    |                                                             | 兼任西安右翼副都統                                                                |
| 延信                 | 康熙61年-雍正2年  | 滿洲?旗    |                                     |                                                             | 未到，署理撫遠大將軍、清朝宗室，奉恩輔國公                                        |
| 普照                 | 雍正1年-雍正？年  | 滿洲鑲紅旗 | 右翼前鋒統領（署）                  | 宗人府右宗人                                                | 署理、清朝宗室，奉恩輔國公                                                        |
| 伊禮布               | 雍正2年-雍正？年  | 滿洲?旗    |                                     |                                                             | 兼任西安右翼副都統                                                                |
| 蘇丹                 | 雍正2年           | 滿洲正黃旗 | 固原提督(署)                        | 寧夏將軍                                                    | 署理，過世後諡「勤僖」                                                            |
| 延信                 | 雍正3年-雍正5年   | 滿洲?旗    |                                     |                                                             | 清朝宗室，多羅貝勒                                                                |
| 富寧安               | 雍正5年-雍正6年   | 滿洲鑲藍旗 | 靖逆將軍                            | 過世                                                        | 署理，兼任太子太傅、武英殿大學士，過世後諡「文恭」                                |
| 常色禮               | 雍正5年-雍正7年   |            |                                     |                                                             |                                                                                   |
| 西琳                 | 雍正6年-雍正？年  |            |                                     |                                                             |                                                                                   |
| 查郎阿               | 雍正7年-雍正？年  | 滿洲鑲白旗 | 吏部尚書                            | 署理陝西總督                                                | 兼任太子少保、署理川陝總督                                                        |
| 秦布                 | 雍正8年-乾隆5年   |            |                                     |                                                             |                                                                                   |
| 杭奕祿               | 雍正10年-雍正？年 | 滿洲鑲紅旗 | 署理右翼前鋒統領、禮部左侍郎        | 額外內閣學士、工部右侍郎                                    | 署理，兼任禮部左侍郎                                                              |
| 綽爾多               | 乾隆5年-乾隆8年   | 滿洲鑲白旗 | 鑲紅旗蒙古都統                      | 涼州將軍                                                    |                                                                                   |
| 烏赫圖               | 乾隆8年-乾隆9年   |            | 涼州將軍                            |                                                             |                                                                                   |
| 博第                 | 乾隆9年-乾隆14年  | 滿洲正藍旗 | 吉林將軍                            | 正白旗蒙古都統                                              |                                                                                   |
| 奇爾丹               | 乾隆9年-乾隆？年  |            |                                     |                                                             | 署理                                                                              |
| 傅森                 | 乾隆14年-乾隆16年 | 滿州鑲黃旗 | 黑龍江將軍                          | 吉林將軍                                                    | 清朝宗室，過世後諡「恪慎」                                                        |
| 綽爾多               | 乾隆14年-乾隆？年 | 滿洲鑲白旗 | 涼州將軍                            |                                                             | 暫署，仍兼任涼州將軍                                                              |
| 都賚                 | 乾隆16年-乾隆23年 | 滿洲正藍旗 | 寧夏將軍                            | 兵部尚書、正紅旗蒙古都統                                    |                                                                                   |
| 博第                 | 乾隆？年-乾隆？年 |            |                                     |                                                             | 署理                                                                              |
| 松阿哩               | 乾隆23年-乾隆25年 | 滿洲?旗    | 涼州將軍                            | 革退                                                        | 清朝宗室，三等鎮國將軍                                                            |
| 嵩椿                 | 乾隆9年-乾隆？年  | 滿洲鑲藍旗 | 荊州將軍                            | 察哈爾都統                                                  | 清朝宗室，奉恩輔國公                                                              |
| 鐘音                 | 乾隆26年-乾隆27年 | 滿洲鑲藍旗 | 陝西巡撫                            | 兵部侍郎                                                    | 兼任陝西巡撫                                                                      |
| 嵩椿                 | 乾隆27年-乾隆29年 | 滿洲鑲藍旗 | 察哈爾都統                          | 綏遠城將軍                                                  | 清朝宗室，奉恩輔國公                                                              |
| 新柱                 | 乾隆29年-乾隆30年 | 滿洲鑲黃旗 | 理藩院尚書、正紅旗漢軍都統          | 理藩院尚書、正紅旗蒙古都統                                  | 過世後諡「勤肅」                                                                  |
| 容保                 | 乾隆30年-乾隆32年 | 滿洲鑲黃旗 | 江寧將軍                            | 廣州將軍                                                    |                                                                                   |
| 素玉                 | 乾隆32年          |            |                                     |                                                             |                                                                                   |
| 明山                 | 乾隆32年-乾隆？年 | 滿洲正藍旗 | 陝西巡撫                            | 陝甘總督                                                    | 署理                                                                              |
| 福祿                 | 乾隆32年-乾隆33年 | 蒙古正白旗 | 杭州將軍                            | 正白旗領侍衛內大臣                                          |                                                                                   |
| 富僧阿               | 乾隆33年-乾隆40年 | 滿洲正黃旗 | 黑龍江將軍                          | 過世                                                        |                                                                                   |
| 傅良                 | 乾隆40年-乾隆41年 | 滿洲鑲黃旗 | 寧夏將軍                            | 領侍衛內大臣                                                | 一等敦惠伯，過世後諡「恭勤」                                                      |
| 伍彌泰               | 乾隆41年-乾隆48年 | 蒙古正黃旗 | 綏遠城將軍                          | 吏部尚書、協辦大學士、經筵講官、鑲白旗蒙古都統              | 三等誠毅伯，過世後諡「文端」                                                      |
| 傅玉                 | 乾隆48年-乾隆49年 | 滿洲鑲黃旗 | 廣州將軍                            | 杭州將軍、散秩大臣                                          | 三等承恩公，贈一等公                                                              |
| 永鐸                 | 乾隆49年-乾隆50年 | 滿洲鑲藍旗 | 杭州將軍                            | 伊犂參贊大臣、署理烏魯木齊都統                              | 清朝宗室，奉恩將軍                                                                |
| 長清                 | 乾隆50年-乾隆52年 | 滿洲鑲白旗 | 烏魯木齊都統                        | 過世                                                        | 過世後諡「莊毅」                                                                  |
| 敷倫泰               | 乾隆？年-乾隆？年 | 滿洲鑲藍旗 | 西安左翼副都統                      | 西安左翼副都統                                              |                                                                                   |
| 興肇                 | 乾隆52年-乾隆53年 | 滿洲鑲藍旗 | 荊州將軍                            | 綏遠城將軍                                                  | 清朝宗室，奉恩輔國公                                                              |
| 嵩椿                 | 乾隆53年-乾隆54年 | 滿洲鑲藍旗 | 綏遠城將軍                          | 盛京將軍                                                    | 清朝宗室，奉恩輔國公，過世後諡「勤僖」                                            |
| 恆秀                 | 乾隆54年-乾隆56年 | 滿洲正白旗 | 吉林將軍                            | 吉林將軍                                                    | 清朝宗室                                                                          |
| 舒亮                 | 乾隆56年-乾隆59年 | 滿洲正白旗 | 荊州將軍                            | 黑龍江將軍                                                  | 穆騰額巴圖魯                                                                      |
| 圖桑阿               | 乾隆59年-乾隆60年 | 滿洲正白旗 | 綏遠城將軍                          | 烏里雅蘇台將軍、正白旗漢軍都統                              | 一等昭武侯                                                                        |
| 恆瑞                 | 乾隆60年-嘉慶6年  | 滿洲正白旗 | 綏遠城將軍                          | 過世                                                        | 清朝宗室，雲騎尉世職                                                              |
| 花尚阿               | ？-嘉慶？年       |            | 西安左翼副都統                      |                                                             | 署理                                                                              |
| 觀成                 | 嘉慶4年-嘉慶5年   | 滿洲鑲白旗 | 西安左副都統                        |                                                             | 兼任署理，太子少保                                                                |
| 賽沖阿               | 嘉慶6年-嘉慶7年   | 滿洲正黃旗 | 固原提督                            | 寧夏將軍                                                    | 騎都尉世職                                                                        |
| 額勒登保             | 嘉慶7年           | 滿洲正黃旗 | 理藩院尚書                          | 御前大臣、鑲藍旗蒙古都統                                    | 兼任理藩院尚書，三等公、太子太保、和隆武巴圖魯 過世後諡「忠毅」                   |
| 祥保                 | 嘉慶7年-嘉慶？年  | 滿洲鑲黃旗 | 西安右翼副都統                      | 西安右翼副都統                                              | 署理                                                                              |
| 興奎                 | 嘉慶7年-嘉慶9年   | 滿洲鑲白旗 | 烏魯木齊都統、署理提督              | 寧夏將軍                                                    | 奢特親巴圖魯                                                                      |
| 賽沖阿               | 嘉慶9年-嘉慶10年  | 滿洲正黃旗 | 寧夏將軍                            | 廣州將軍                                                    | 輕車都尉世職                                                                      |
| 札勒杭阿             | 嘉慶10年-嘉慶11年 | 滿洲鑲藍旗 | 烏魯木齊提督                        | 鑲白旗蒙古都統                                              |                                                                                   |
| 德楞泰               | 嘉慶11年-嘉慶14年 | 蒙古正黃旗 | 正白旗領侍衛內大臣                  | 過世                                                        | 三等繼勇公、繼勇巴圖魯，過世後諡「壯果」                                          |
| 達冲阿               | 嘉慶？年-嘉慶？年 | 滿洲鑲黃旗 | 西安左翼副都統                      | 西安左翼副都統                                              | 代辦事務                                                                          |
| 賽沖阿               | 嘉慶14年          | 滿洲正黃旗 | 福州將軍                            | 吉林將軍                                                    | 輕車都尉世職                                                                      |
| 皂保                 | 嘉慶14年-嘉慶15年 | 滿洲鑲黃旗 | 京營右翼總兵官                      | 廣州將軍、鑲藍旗蒙古都統                                    |                                                                                   |
| 明亮                 | 嘉慶17年-嘉慶18年 | 滿洲鑲黃旗 | 協辦大學士、鑲藍旗滿洲都統          | 都察院左都御史、正白旗漢軍都統 鑲白旗蒙古都統、署理兵部尚書 | 三等襄勇侯、太子太保，過世後諡「文襄」 多羅額駙（娶和碩履懿親王允祹第四女，郡主） |
| 富僧德               | 嘉慶17年-嘉慶？年 | 滿洲鑲黃旗 | 西安左翼副都統                      | 西安左翼副都統                                              | 署理，噶爾薩巴圖魯                                                                |
| 穆克登布（穆爾察氏） | 嘉慶18年-嘉慶19年 | 滿洲正白旗 | 廣西左江鎮總兵官                    | 寧夏將軍                                                    | 過世後諡「勇肅」                                                                  |
| 祥保                 | 嘉慶19年          | 滿洲鑲黃旗 | 駐藏幫辦大臣                        | 察哈爾都統                                                  |                                                                                   |
| 成德                 | 嘉慶19年-道光1年  | 滿洲正黃旗 | 鑲藍旗護軍統領                      | 散秩大臣                                                    | 一等奉義侯                                                                        |
| 徐錕                 | 道光1年-道光2年   | 漢軍正藍旗 | 古北口提督                          | 烏什辦事大臣                                                |                                                                                   |
| 賽沖阿               | 道光2年-道光4年   | 滿洲正黃旗 | 御前大臣、理藩院尚書 正紅旗滿洲都統 | 鑲黃旗領侍衛內大臣 鑲藍旗蒙古都統                           | 二等男、太子太師，過世後諡「襄勤」                                                |
| 桓格                 | 道光4年-道光6年   | 滿洲鑲白旗 | 漳州鎮總兵                          | 湖南提督                                                    |                                                                                   |
| 慶山                 | 道光6年           | 滿洲正藍旗 | 荊州將軍                            | 寧夏將軍                                                    |                                                                                   |
| 薩炳阿               | 道光6年-道光9年   | 滿洲正黃旗 | 福州將軍                            | 福州將軍                                                    | 過世後諡「果恪」                                                                  |
| 霍忠武               | 道光9年-道光？年  |            |                                     |                                                             | 署理                                                                              |
| 達淩阿               | 道光9年-道光10年  | 漢軍鑲黃旗 | 塔爾巴哈台參贊大臣                  | 過世                                                        | 雲騎尉，過世後諡「武壯」                                                          |
| 徐錕                 | 道光10年-道光12年 | 漢軍正藍旗 | 荊州將軍                            | 福州將軍                                                    |                                                                                   |
| 特依順保             | 道光12年          | 滿州正白旗 | 寧夏將軍                            | 伊犁將軍                                                    | 雲騎尉、太子太保，奇成額巴圖魯                                                    |
| 桓格                 | 道光12年-道光14年 | 滿洲鑲白旗 | 理藩院左侍郎、右翼總兵              | 杭州將軍                                                    |                                                                                   |
| 富僧德               | 道光14年-道光19年 | 滿洲鑲黃旗 | 黑龍江將軍                          | 大門上行走                                                  | 噶爾薩巴圖魯，過世後諡「武壯」                                                    |
| 蘇勒芳阿             | 道光19年          | 滿洲正黃旗 | 西寧辦事大臣                        | 過世                                                        | 過世後諡「壯敏」                                                                  |
| 哈豐阿               | 道光19年-道光20年 | 滿洲鑲黃旗 | 廣州將軍                            | 過世                                                        | 雲騎尉、太子少保，進勇巴圖魯，過世後諡「愨勤」                                    |
| 祿普                 | 道光20年          | 滿洲鑲藍旗 | 吉林將軍                            | 荊州將軍                                                    | 清朝宗室，過世後諡「恪慎」                                                        |
| 布彥圖               | 道光20年-道光27年 | 滿洲鑲白旗 | 荊州將軍                            | 休致                                                        |                                                                                   |
| 扎勒罕泰             | 道光27年-咸豐1年  | 滿洲鑲黃旗 | 上駟院卿、右翼監督                  | 過世                                                        | 過世後諡「威恪」                                                                  |
| 舒倫保               | 咸豐1年-咸豐4年   | 滿洲鑲黃旗 | 寧夏將軍                            | 過世                                                        | 過世後諡「果慎」                                                                  |
| 扎拉芬               | 咸豐4年           | 滿洲正黃旗 | 喀什噶爾辦事大臣                    | 西安將軍                                                    | 署理                                                                              |
| 扎拉芬               | 咸豐4年-咸豐5年   | 滿洲正黃旗 | 署理西安將軍                        | 過世                                                        | 二等輕車都尉，過世後諡「武介」                                                    |
| 瑞麟                 | 咸豐5年           | 滿洲正藍旗 | 戶部左侍郎、隨扈大臣                | 禮部尚書、鑲白旗蒙古都統                                    | 贈太保，巴達琅阿巴圖魯，過世後諡「文莊」                                          |
| 舒精阿               | 咸豐5年-咸豐？年  | 滿洲正藍旗 | 頭等侍衛、署理西安副都統            | 鑲紅旗滿洲副都統                                            | 署理                                                                              |
| 慶祺                 | 咸豐5年-咸豐6年   | 滿洲正藍旗 | 直隸泰甯鎮總兵                      | 盛京將軍                                                    | 清朝宗室，太子太保、花尚阿巴圖魯，過世後諡「恭肅」                                |
| 福興                 | 咸豐6年-咸豐8年   | 滿洲正白旗 | 署理江寧將軍                        | 署理鑲紅旗漢軍都統                                          | 過世後諡「莊愨」                                                                  |
| 薩迎阿               | 咸豐6年-咸豐7年   | 滿洲鑲黃旗 | 正白旗滿洲都統                      | 過世                                                        | 署理兼任，過世後諡「恪僖」                                                        |
| 劉鉦                 | 咸豐7年-咸豐？年  | 漢軍正紅旗 | 左翼監督                            | 滿洲鑲白旗都統                                              | 署理，過世後諡「慎恪」                                                            |
| 托明阿               | 咸豐8年-同治1年   | 滿洲正紅旗 | 直隸提督                            | 過世                                                        | 西林巴圖魯                                                                        |
| 穆騰阿               | 同治1年-同治2年   | 滿洲正白旗 | 鑲黃旗蒙古都統                      | 巴里坤領隊大臣                                              |                                                                                   |
| 多隆阿               | 同治2年-同治3年   | 滿洲正白旗 | 欽差大臣、荊州將軍                  | 過世                                                        | 一等男、太子太保，過世後諡「忠勇」 霍鑾齊吐巴圖魯                                 |
| 德興阿               | 同治2年-同治？年  |            |                                     |                                                             | 兼任署理                                                                          |
| 都興阿               | 咸豐4年-咸豐5年   | 滿洲正白旗 | 江寧將軍                            | 盛京將軍                                                    | 騎都尉世職、太子太保，兼任陝甘總督 霍欽巴圖魯，過世後諡「清愨」                   |